# کبوتر سرخاکستری
کبوتر سرخاکستری (نام علمی: Leptotila plumbeiceps) نام یک گونه از تیره کبوتر ها است.